# Lampada scialitica

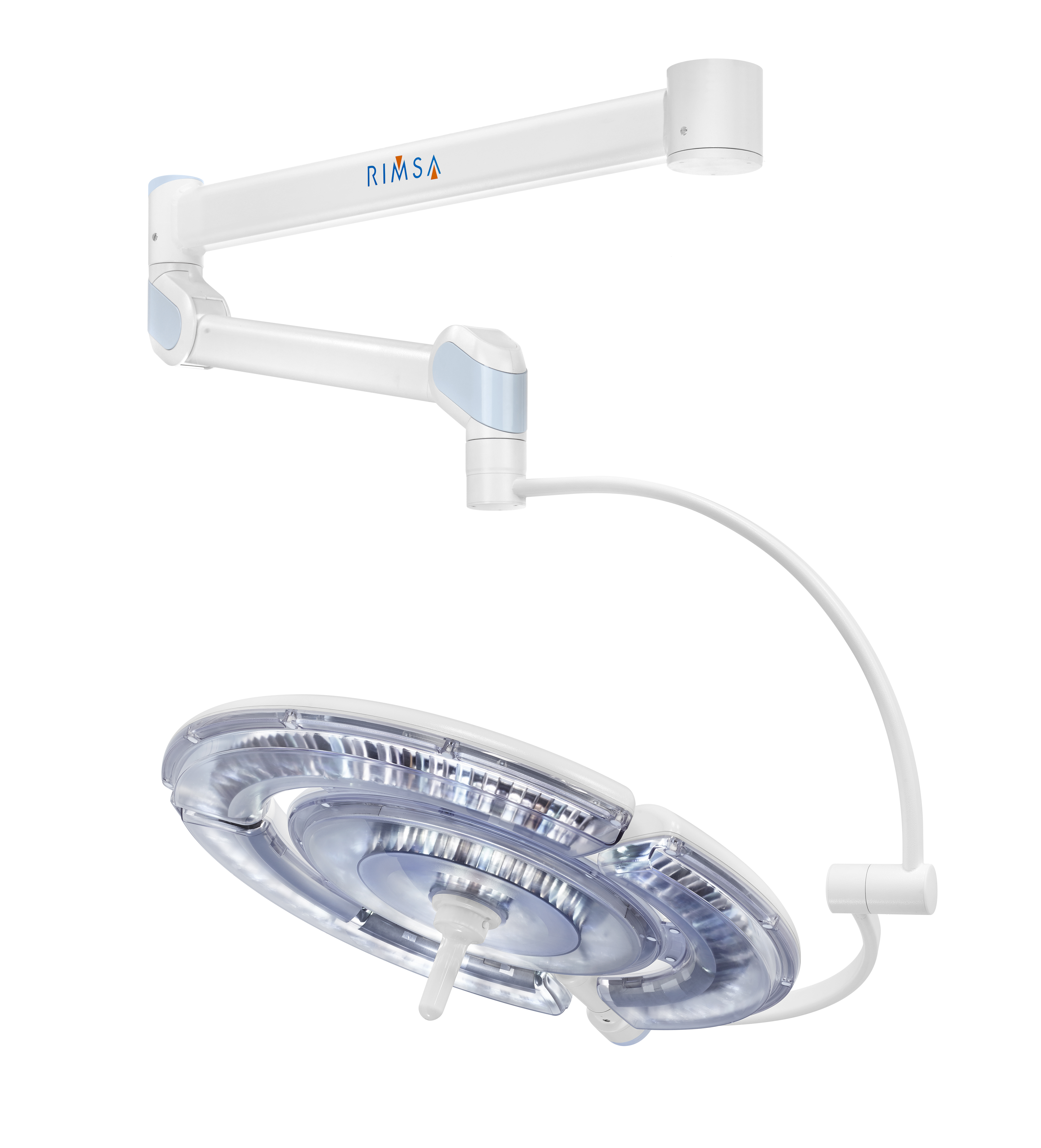
Un esempio di lampada scialitica moderna

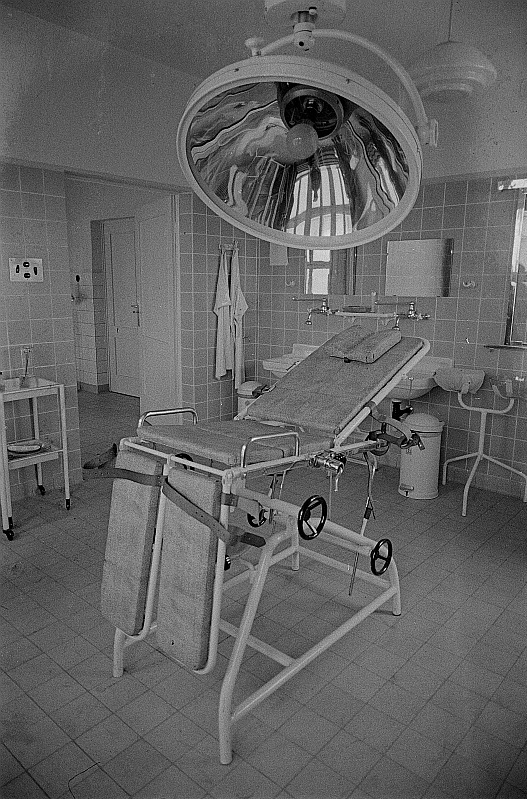
Lampada scialitica degli anni '50

Le lampade scialitiche (dal greco σκιά, "ombra", e λύω, "sciogliere"), o lampade chirurgiche, sono dispositivi medici capaci di generare un fascio di luce che neutralizza l’ombra dell’ostacolo interposto tra la fonte luminosa ed il campo chirurgico. 
Oltre alla capacità di rimuovere le ombre, le lampade scialitiche devono possedere altre caratteristiche, tra cui la capacità di generare un’illuminazione di profondità ed essere progettate per prevenire l’aumento della temperatura nell’area chirurgica. Al fine di ottenere una visione ottimale nelle cavità durante la chirurgia è infatti necessario che le lampade siano studiate per offrire luce di profondità. Similmente, per evitare problemi durante le operazioni, è necessario che la lampada scialitica generi la minor quantità di calore possibile così da ridurre il rischio di disidratazione dei tessuti.

## Storia
Negli anni sono state sviluppate e usate varie tecnologie. Nel 1919, Louis François Verain, professore di elettromeccanica, su richiesta di un amico professore di medicina e con mezzi piuttosto semplici realizzò una lampada che permise di illuminare cavità profonde eliminando le ombre. È passato più di un secolo dal primo prototipo della lampada che lo stesso Verain chiamò scialitica; negli anni migliorie e innovazioni hanno avvicinato quel prototipo alle lampade scialitiche odierne: bracci articolati per sostenere la cupola al posto di una catena, fonti luminose che agevolano la dispersione del calore, introduzione di vari tipi di lampadine, con l’atmosfera al neon, argon, elio, kripton, alogene e al plasma di solfuro. Diverse tecnologie luminose sono state adottate nei decenni e diversi gli esperimenti che hanno portato alle attuali lampade scialitiche a LED, relegando le altre fonti d’illuminazione a usi specifici. 
La lampadina alogena è stata per anni protagonista indiscussa dell’illuminazione medicale e tra i vari esperimenti una tecnologia sembrava riuscisse a imporsi quale suo sostituto: la luce allo xenon. Contrariamente, però, all’interesse iniziale per questa tecnologia, è stato provato che le fonti di luce allo xenon emettono molte più onde ultraviolette rispetto ad altre fonti luminose, causando impatti negativi sulla retina. Pertanto, seppur inizialmente accettata dal mercato, questa tecnologia è stata poi esclusa a vantaggio della lampadina alogena.
Per apprezzare un ulteriore sviluppo tecnologico si deve aspettare il 2002 quando Rimsa, dopo averne lungamente studiato le potenzialità, presentò alla fiera Medica di Düsseldorf la prima lampada scialitica a LED al mondo. 
L’introduzione dei LED in sala operatoria ha avuto un effetto destabilizzante, determinando un sostanziale cambiamento nella concezione della luce, oltre che ad affermare un nuovo standard. Il led ha infatti stravolto il sistema d’illuminazione: al posto di un unico flusso di luce proveniente da una lampadina alogena, le lampade scialitiche a led producono numerosi flussi di luce che vengono convertiti in un singolo punto. 
Nonostante gli iniziali svantaggi delle lampade a led, queste si sono affermate rispetto alle controparti alogene.

## Requisiti
I requisiti fondamentali delle lampade scialitiche (raccomandati dall'Illuminating Engineering Society) sono:
- intensità luminosa: deve essere compresa tra 40.000 e 160.000 Lux, tale valore varia a seconda della particolare procedura chirurgica che deve essere svolta;
- temperatura di colore: deve essere compresa tra 3.500 e 6.700 K, in modo da non alterare troppo i colori.

Inoltre la luce trasmessa dalle lampade scialitiche viene filtrata in modo da trasmettere solo la radiazione relativa allo spettro visibile, senza trasmettere la radiazione infrarossa, responsabile degli effetti termici. In tale maniera la luce trasmette poco calore e quindi si evita l'essiccazione dei tessuti. Tale filtraggio non è necessario nei modelli più recenti che usano i LED come fonte di luce.

## Abbagliamento
Considerando la durata di alcune procedure chirurgiche e la gravità di un possibile errore umano in queste situazioni, una delle questioni di maggiore importanza nell’illuminazione chirurgica è sviluppare una luce che non stressi, affatichi o abbagli. L’effetto più fastidioso per il chirurgo è l’abbagliamento.
L’abbagliamento ha un impatto negativo e nocivo sugli occhi del chirurgo oltre che sulla sua salute. È stato inoltre provato che questo impatto negativo è capace di influenzare la concentrazione del chirurgo nell’esecuzione di una operazione, aumentando quindi i rischi per il paziente.
Nel 2017 fu brevettata (Rimsa, Unica) la prima lampada scialitica a LED con tecnologia a riflessione indiretta capace di eliminare il rischio di abbagliamento da lampada scialitica.